# Nevis
Nevis – wyspa położona na Morzu Karaibskim w składzie Wysp Nawietrznych, stanowiąca autonomiczną część państwa Saint Kitts i Nevis. Wyspa zajmuje obszar 93,2 km², jest zamieszkiwana przez 12106 osób (głównie ludność pochodzenia afrykańskiego, mieszkańcy pochodzenia azjatyckiego i europejskiego stanowią ok. 2% populacji wyspy).
Odkryta podczas drugiej wyprawy Krzysztofa Kolumba w listopadzie 1493.
W 1628 roku Anglicy podporządkowali sobie Nevis. Na wyspie urodził się w 1755 lub 1757 jeden z ojców założycieli Stanów Zjednoczonych Ameryki – Alexander Hamilton, którego portret znajduje się na banknocie dziesięciodolarowym.
Wyspa posiada własny parlament (pięciu członków wybieranych i trzech mianowanych) i premiera. Administracyjnie dzieli się na 5 parafii (ang. parishes):
- Saint George Gingerland
- Saint James Windward
- Saint John Figtree
- Saint Paul Charlestown
- Saint Thomas Lowland

Główne miasto i stolica wyspy: Charlestown.
Mimo posiadania dość szerokiej autonomii, na wyspie nadal występują tendencje separatystyczne.
Na wyspie mieszka aktor komediowy John Cleese występujący dawniej w grupie Monty Python.